# Patinatge artístic als Jocs Olímpics d'hivern de 1994 - Parelles
Als Jocs Olímpics d'Hivern de 1994 celebrats a la ciutat de Lillehammer (Noruega) es disputà una prova de patinatge artístic sobre gel en categoria mixta per parelles que formà part del programa oficial dels Jocs.
La competició se celebrà entre els dies 13 i 15 de febrer de 1994 a les instal·lacions del Hamar Olympic Amphitheatre.

## Comitès participants
Hi participaren un total de 36 patindors de 10 comitès nacionals diferents.
| - Alemanya (6) - Austràlia (2) - Belarús (2) - Canadà (6) - Estats Units (6) |  | - Letònia (2) - Txèquia (2) - Regne Unit (2) - Rússia (6) - Ucraïna (2) |

## Resum de medalles
| Or                                            | Argent                                      | Bronze                                  |
| Rússia Iekaterina Gordéieva · Serguei Grinkov | Rússia Natàlia Mixkutionok · Artur Dmítriev | Canadà Isabelle Brasseur · Lloyd Eisler |

## Resultats
| Posició | Nom                                    | CON          | PC | PL | Pts. |
| ------- | -------------------------------------- | ------------ | -- | -- | ---- |
| 1       | Iekaterina Gordéieva / Serguei Grinkov | Rússia       | 1  | 1  | 1.5  |
| 2       | Natàlia Mixkutionok / Artur Dmítriev   | Rússia       | 2  | 2  | 3.0  |
| 3       | Isabelle Brasseur / Lloyd Eisler       | Canadà       | 3  | 3  | 4.5  |
| 4       | Ievguénia Xixkova / Vadim Naúmov       | Rússia       | 4  | 4  | 6.0  |
| 5       | Jenni Meno / Todd Sand                 | Estats Units | 6  | 5  | 8.0  |
| 6       | Radka Kavarikova / Rene Novotny        | Txèquia      | 5  | 6  | 8.5  |
| 7       | Peggy Schwartz / Alexander König       | Alemanya     | 7  | 8  | 11.5 |
| 8       | Ielena Berejnaia / Oleg Xliakhov       | Letònia      | 9  | 9  | 13.5 |
| 9       | Kyoko Ina / Jason Dungjen              | Estats Units | 15 | 7  | 14.5 |
| 10      | Kristy Sargeant / Kris Wirtz           | Canadà       | 11 | 10 | 15.5 |
| 11      | Danielle Carr / Stephen Carr           | Austràlia    | 10 | 11 | 16.5 |
| 12      | Jamie Sale / Jason Turner              | Canadà       | 14 | 12 | 19.0 |
| 13      | Anuschka Gläser / Axel Rauschenbach    | Alemanya     | 12 | 13 | 19.0 |
| 14      | Karen Courtland / Todd Reynolds        | Estats Units | 13 | 14 | 20.5 |
| 15      | Jacqueline Soames / John Jenkins       | Regne Unit   | 16 | 15 | 23.0 |
| 16      | Elena Belousovskaya / Igor Malyar      | Ucraïna      | 18 | 17 | 24.5 |
| 17      | Elena Grigoryeva / Sergei Cheyko       | Belarús      | 18 | 17 | 26.0 |
| 18      | Mandy Wötzel / Ingo Steuer             | Alemanya     | 8  |    |      |